# Кръстьо Петров
Кръстьо Тонев Петров (30 октомври 1905, гр. Варна – 5 декември 1988, гр. Варна) е български футболист, нападател от първата половина на 20 век, два пъти държавен шампион с ФК „Владислав“ (1925, 1926 г.), има 1 мач за националния отбор.
Петров е един от основателите на Туристическо дружество „Напред“, създадено на 3 април 1916 г. Дружеството променя името си няколко пъти на „Развитие“ и „Гранит“ и до 1 май 1921 г. е колективен член на СК „РекаТича“. От тази дата, клубът официално се отделя самостоятелно и носи името СК „Владислав“. Кръстьо Петров играе като централен нападател и един от лидерите в отбора. По негови лични спомени, той е авторът на изравнителния гол на финала за държавното първенство срещу „Славия“, игран на 22 август 1926 г. (1 – 1), официално записан на съотборника му Димитър Димитриев. Кръстьо Петров е играл един мач за националния отбор на България, в Букурещ срещу Румъния на 25 април 1926 г.
След като завършва футболната си кариера сравнително рано, на 25-годишна възраст, Кръстьо Петров става футболен съдия и води срещи от окръжното и държавното първенства. Петров е учил във Виена, по професия счетоводител и работи като такъв до пенсионирането си.